# جوزيف ويبر جاكسون
جوزيف ويبر جاكسون هو محامي وقاضي وسياسي أمريكي، ولد في 6 ديسمبر 1796، وتوفي في 29 سبتمبر 1854 في سافانا في الولايات المتحدة. نشط حزبياً في الحزب الديمقراطي. وقد انتخب عضو مجلس نواب جورجيا ‏ وانتخب عضو مجلس النواب الأمريكي ‏.